# Obereopsis insignis
Obereopsis insignis là một loài bọ cánh cứng trong họ Cerambycidae.